# Kulundinskij rajon
Il Kulundinskij rajon (in russo Кулундинский район?) è un rajon del kraj dell'Altaj, nella Russia asiatica.